# Nederlandse Gebarentaal
De Nederlandse Gebarentaal (NGT) is een gebarentaal die in Nederland wordt gebruikt in de communicatie onder doven en tussen doven en horenden. Sinds 1 juli 2021 is de Nederlandse Gebarentaal een erkende taal van Nederland, krachtens de Wet erkenning Nederlandse Gebarentaal.
Het is onduidelijk hoeveel mensen Nederlandse Gebarentaal gebruiken, omdat dit niet centraal wordt bijgehouden. De European Union of the Deaf schat dat er zo'n 15.000 dove gebaarders van NGT zijn. De totale groep van gebruikers van NGT, inclusief vroegdoven, laatdoven, slechthorenden, doofblinden en horenden, wordt geschat op zo'n 60.000 mensen. De mate van taalbeheersing varieert sterk in deze groep.
Hoewel er in Nederland en Vlaanderen dezelfde gesproken taal wordt gebruikt (het Nederlands), verschilt de Nederlandse Gebarentaal (NGT) van de Vlaamse Gebarentaal (VGT). Ze hebben wel de Oude Franse Gebarentaal van eind 18e eeuw als gemeenschappelijke voorouder, maar zijn in de 200 jaar daarna uit elkaar gegroeid, zodat gebruikers ervan elkaar tegenwoordig moeilijk kunnen begrijpen.

## Geschiedenis van de Nederlandse Gebarentaal

### Oorsprong
|                                          |                                          |                                          |                                          |                                          |                                          |  |  |                                     |                                     |                                     |                                     |                                     |                                     |  |  |                                              |                                              |                                              |                                              | Oude Franse Gebarentaal (beïnvloed door l'Épée ca. 1760–1789) |                                              |  |  |                                      |                                      |                                      |                                      |                                      |                                      |  |  |                                          |                                          |                                          |                                          |                                          |                                          |  |  |                                         |                                         |                                         |                                         |                                         |                                         |
|                                          |                                          |                                          |                                          |                                          |                                          |  |  |                                     |                                     |                                     |                                     |                                     |                                     |  |  |                                              |                                              |                                              |                                              |                                                               |                                              |  |  |                                      |                                      |                                      |                                      |                                      |                                      |  |  |                                          |                                          |                                          |                                          |                                          |                                          |  |  |                                         |                                         |                                         |                                         |                                         |                                         |
|                                          |                                          |                                          |                                          |                                          |                                          |  |  |                                     |                                     |                                     |                                     |                                     |                                     |  |  |                                              |                                              |                                              |                                              |                                                               |                                              |  |  |                                      |                                      |                                      |                                      |                                      |                                      |  |  |                                          |                                          |                                          |                                          |                                          |                                          |  |  |                                         |                                         |                                         |                                         |                                         |                                         |
|                                          |                                          |                                          |                                          |                                          |                                          |  |  |                                     |                                     |                                     |                                     |                                     |                                     |  |  |                                              |                                              |                                              |                                              | Belgische Gebarentaal (ca. 1790–2000)                         |                                              |  |  |                                      |                                      |                                      |                                      |                                      |                                      |  |  |                                          |                                          |                                          |                                          |                                          |                                          |  |  |                                         |                                         |                                         |                                         |                                         |                                         |
|                                          |                                          |                                          |                                          |                                          |                                          |  |  |                                     |                                     |                                     |                                     |                                     |                                     |  |  |                                              |                                              |                                              |                                              |                                                               |                                              |  |  |                                      |                                      |                                      |                                      |                                      |                                      |  |  |                                          |                                          |                                          |                                          |                                          |                                          |  |  |                                         |                                         |                                         |                                         |                                         |                                         |
|                                          |                                          |                                          |                                          |                                          |                                          |  |  |                                     |                                     |                                     |                                     |                                     |                                     |  |  |                                              |                                              |                                              |                                              |                                                               |                                              |  |  |                                      |                                      |                                      |                                      |                                      |                                      |  |  |                                          |                                          |                                          |                                          |                                          |                                          |  |  |                                         |                                         |                                         |                                         |                                         |                                         |
| Amerikaanse Gebarentaal (ca. 1820–heden) | Amerikaanse Gebarentaal (ca. 1820–heden) | Amerikaanse Gebarentaal (ca. 1820–heden) | Amerikaanse Gebarentaal (ca. 1820–heden) | Amerikaanse Gebarentaal (ca. 1820–heden) | Amerikaanse Gebarentaal (ca. 1820–heden) |  |  | Franse Gebarentaal (ca. 1790–heden) | Franse Gebarentaal (ca. 1790–heden) | Franse Gebarentaal (ca. 1790–heden) | Franse Gebarentaal (ca. 1790–heden) | Franse Gebarentaal (ca. 1790–heden) | Franse Gebarentaal (ca. 1790–heden) |  |  | Frans-Belgische Gebarentaal (ca. 1970–heden) | Frans-Belgische Gebarentaal (ca. 1970–heden) | Frans-Belgische Gebarentaal (ca. 1970–heden) | Frans-Belgische Gebarentaal (ca. 1970–heden) | Frans-Belgische Gebarentaal (ca. 1970–heden)                  | Frans-Belgische Gebarentaal (ca. 1970–heden) |  |  | Vlaamse Gebarentaal (ca. 1970–heden) | Vlaamse Gebarentaal (ca. 1970–heden) | Vlaamse Gebarentaal (ca. 1970–heden) | Vlaamse Gebarentaal (ca. 1970–heden) | Vlaamse Gebarentaal (ca. 1970–heden) | Vlaamse Gebarentaal (ca. 1970–heden) |  |  | Nederlandse Gebarentaal (ca. 1790–heden) | Nederlandse Gebarentaal (ca. 1790–heden) | Nederlandse Gebarentaal (ca. 1790–heden) | Nederlandse Gebarentaal (ca. 1790–heden) | Nederlandse Gebarentaal (ca. 1790–heden) | Nederlandse Gebarentaal (ca. 1790–heden) |  |  | Italiaanse Gebarentaal (ca. 1830–heden) | Italiaanse Gebarentaal (ca. 1830–heden) | Italiaanse Gebarentaal (ca. 1830–heden) | Italiaanse Gebarentaal (ca. 1830–heden) | Italiaanse Gebarentaal (ca. 1830–heden) | Italiaanse Gebarentaal (ca. 1830–heden) |

De oorsprong van de Nederlandse Gebarentaal is te traceren naar de Oude Franse Gebarentaal, een term voor de gebarentaal die de gemeenschap van ongeveer 200 dove Parijzenaars onderling gebruikten in het midden van de 18e eeuw. De abt Charles-Michel de l'Épée wilde hun religieus onderwijs geven en leerde daarom hun gebarentaal, waarna hij er zelf enige aanpassingen aan deed en vervolgens omstreeks 1760 in Parijs een dovenschool opende, de voorloper van het huidige Institut national de jeunes sourds de Paris. Onderwijzers uit heel Europa zouden naar deze en latere Franse dovenscholen komen om l'Épées leermethode over te nemen en in hun eigen land te introduceren; daarmee verspreidde ook deze door l'Épée aangepaste Oude Franse Gebarentaal over Europa, Noord-Amerika en andere werelddelen en werd de basis van de meeste hedendaagse gebarentalen, inclusief de Nederlandse Gebarentaal. De Waalse predikant Henri Daniel Guyot, afkomstig uit Blegny, studeerde in Franeker, predikte vanaf 1777 in de Waalse kerk in Groningen en stichtte daar in 1790 het Henri Daniel Guyot Instituut, de eerste Nederlandse dovenschool, naar het voorbeeld van l'Épée.

### Dialectvorming in de eerste doveninstituten

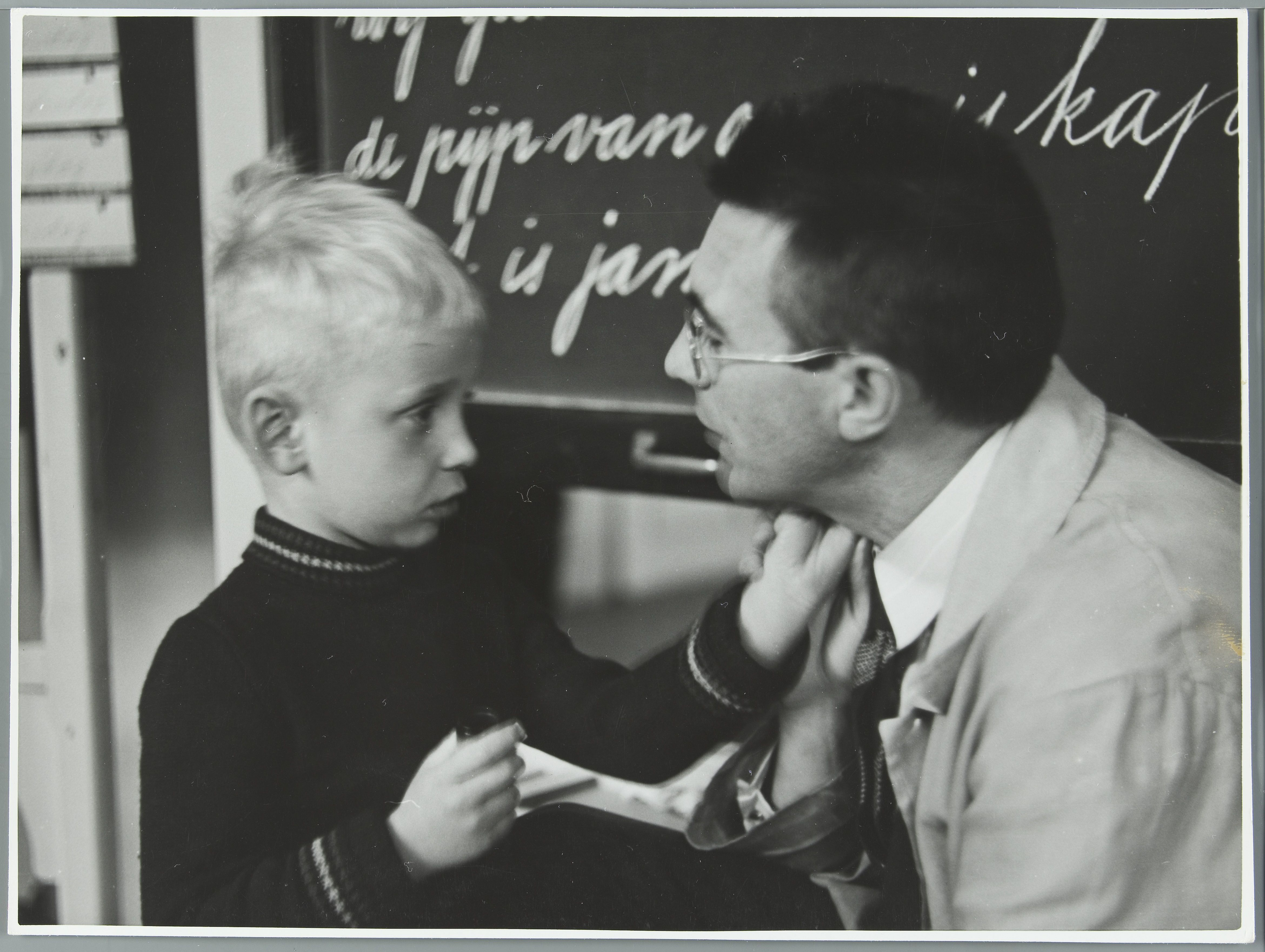
Doofstommen-onderwijs in Amsterdam (1938). Leerling bij het bord voor de klas voelt aan het strottenhoofd van de onderwijzer.

Toen er nog geen standaardisering van de gebarentaal was, werden in Nederland de eigen regionale varianten gebruikt, of het gebruik van gebaren werd, zoals in Groningen, ontmoedigd teneinde doven een betere zelfredzaamheid te laten verkrijgen. In de periode 1900 tot 1980 is het gebruik van gebaren in het onderwijs aan doven verboden geweest (als gevolg van de conventie van Milaan in 1880). In plaats daarvan werd de 'oralistische methode' (ook wel 'Duitse methode' genoemd) gehanteerd: doven dienden te leren praten door horenden na te doen door liplezen, te voelen hoe zij hun strottenhoofd gebruikten om geluiden te maken en dat vervolgens te imiteren. Toch bleven dove mensen onderling gebaren gebruiken en daardoor ontstonden er vijf dialecten in en rondom de doveninstituten in Groningen, Rotterdam, Amsterdam, Voorburg en Sint-Michielsgestel.
| Regio                                        | Dialectvormend doveninstituut                                                                                 |
| -------------------------------------------- | --- |
| Amsterdam                                    | Vereniging voor Doofstommenonderwijs in Amsterdam (1910–1994), Signis (1994–2009), Kentalis (2009–heden)      |
| Groningen                                    | Henri Daniel Guyot Instituut (1790–2002), Koninklijke Effatha Guyot Groep (2002–2009), Kentalis (2009–heden)  |
| Rotterdam                                    | Koninklijke Ammanstichting (1853–2002), Koninklijke Auris Groep (2002–heden)                                  |
| Sint-Michielsgestel                          | Instituut voor Doven (1814–2003), Viataal (2003–2009), Kentalis (2009–heden)                                  |
| Voorburg (1926–2000) Zoetermeer (1980–heden) | Christelijk Instituut Effatha (1888–2002), Koninklijke Effatha Guyot Groep (2002–2009), Kentalis (2009–heden) |

### Standaardisering
In 1981 is in het KOMVA-project (uitgevoerd door de Universiteit van Amsterdam en de NSDSK) begonnen met de eerste landelijke inventarisatie van gebaren om te komen tot een gebarenwoordenboek. Aan de hand van 2000 woorden zijn gebaren gevraagd aan groepen dove mensen in de vijf regio's. Dat leverde 15.000 gebaren op video op. Niet alleen regionale verschillen werden gevonden, maar ook heel veel verschillen tussen oudere en jongere gebarengebruikers. Dit soort variatie vindt men ook in gesproken talen.
Uit onderzoek bleek dat er vooral grote verschillen in gebaren bestonden tussen de regio's Noord (Groningen) en West-Zuid. Op basis van deze informatie is het eerste landelijke gebarenwoordenboek verschenen in 1986 (Handen uit de Mouwen) waarin alle varianten opgenomen waren voor een bepaald begrip. In 1996 zijn de eerste cd-roms verschenen met de gebaren voor de verschillende regio's. In 2008 is een Corpus NGT, een (grote verzameling) videofilmpjes uit de Nederlandse Gebarentaal, gepubliceerd op het internet. Aan dit Corpus hebben 92 doven uit alle regio's in Nederland bijgedragen. Hiermee is het mogelijk geworden om verder onderzoek te doen naar de variatie in de NGT, zowel wat het lexicon betreft als de grammatica.
Rond 1975 begonnen sommige dovenscholen onderwijs te geven in NmG (Nederlands ondersteund met gebaren). In 1995 heeft het toenmalige instituut voor doven, het Henri Daniel Guyot Instituut (Groningen), als eerste tweetalig onderwijs (NGT/Nederlands) voor doven ingevoerd. Dat voorbeeld werd al snel gevolgd in de rest van het land.

### Wetsvoorstellen tot erkenning
In 1998 pleitte Dovenschap voor de erkenning van de Nederlandse Gebarentaal als een volwaardige taal. Een commissie bracht hierover het rapport Meer dan een gebaar uit. Daarin werd onder andere gepleit voor standaardisatie, omdat het werken met verschillende varianten te omslachtig is voor het ontwikkelen van onderwijsmateriaal en tolk-opleidingen. In het project Standaardisatie van Basis- en Onderwijs Lexicon (STABOL) werden tussen 1998 en 2002 zo'n 5000 gebaren gestandaardiseerd. Ze zijn te zien in het online gebarenwoordenboek van het Nederlands Gebarencentrum. In oktober 2024 omvatte het woordenboek inmiddels zo'n 17.000 gebaren, waarvan ruim 1500 gratis beschikbaar zijn. Ook is er een speciale app voor het gebarenwoordenboek ontwikkeld.
In de zomer van 2004 hebben veel prelinguaal doven in Den Haag gedemonstreerd voor erkenning van hun gebarentaal. Kort na deze protestmars schreef Clémence Ross-van Dorp, staatssecretaris van VWS, een reactie op een rapport van de Raad van Europa over de status van gebarentalen in Europa. Erkenning zou niks toevoegen, en de overheid kon problemen van dove mensen beter praktisch aanpakken.
In 2010 diende de ChristenUnie een wetsvoorstel in tot erkenning van NGT, maar dat haalde het niet.
In oktober 2016 werd dit opgevolgd door initiatiefwet van Kamerleden Roelof van Laar (PvdA) en Carla Dik-Faber (ChristenUnie) voor de wetterlijke erkenning van NGT als officiële taal. Na het vertrek van Van Laar nam in september 2019 Kamerlid Attje Kuiken (PvdA) het wetsvoorstel over en sloot Kamerlid Jessica van Eijs namens D66 zich bij Kuiken en Dik-Faber aan. Eind september 2019 stelde de Afdeling advisering van de Raad van State (AARvS) dat de tekst van het wetsvoorstel nog te vaag was, omdat het nog onduidelijk was welke problemen het precies wilde oplossen en op welke manieren dan; er werd onder meer gevraagd of 'de Dovencultuur' ook wettelijk moest worden erkend en zo ja, wat dat begrip dan precies inhield.
Op 1 september 2020 werd het onderwerp opnieuw besproken in de Tweede Kamer der Staten-Generaal, en werd besloten dat de Nederlandse Gebarentaal formeel erkend werd als officiële taal. De wet is in werking getreden op 1 juli 2021.

## Verschillende gebarentalen
In tegenstelling tot wat vaak wordt gedacht, is er niet één universele gebarentaal, maar zijn er vele tientallen in gebruik op de wereld. Iedere gebarentaal heeft een eigen grammatica en lexicon, zo ook Nederlandse Gebarentaal. In de tabel hieronder worden enkele gebarentalen genoemd.
| Code  | Officiële naam                                | Nederlandse naam             | Familie  | Land/regio                           | Invloedrijkste gesproken taal |
| ----- | --------------------------------------------- | ---------------------------- | -------- | ------------------------------------ | ----------------------------- |
| ASL   | American Sign Language                        | Amerikaanse Gebarentaal      | Franse   | Verenigde Staten Canada              | Engels                        |
| BSL   | British Sign Language                         | Britse Gebarentaal           | BANZSL   | Verenigd Koninkrijk                  | Engels                        |
| CSL   | Chinese Sign Language                         | Chinese Gebarentaal          | isolaat  | China                                | Mandarijn                     |
| DGS   | Deutsche Gebärdensprache                      | Duitse Gebarentaal           | Duitse   | Duitsland Luxemburg                  | Duits                         |
| DSGS  | Deutschschweizer Gebärdensprache              | Zwitserduitse Gebarentaal    | Franse?  | Zwitserland (Duitstalig Zwitserland) | Duits                         |
| IPSL  | Indo-Pakistani Sign Language                  | Indo-Pakistaanse Gebarentaal | isolaat? | India Pakistan                       | Hindoestani                   |
| ISN   | Idioma de Signos Nicaragüense                 | Nicaraguaanse Gebarentaal    | isolaat  | Nicaragua                            | Spaans                        |
| LIS   | Lingua dei Segni Italiana                     | Italiaanse Gebarentaal       | Franse   | Italië Zwitserland San Marino        | Italiaans                     |
| LSF   | Langue des signes française                   | Franse Gebarentaal           | Franse   | Frankrijk                            | Frans                         |
| LSFB  | Langue des signes de Belgique francophone     | Frans-Belgische Gebarentaal  | Franse   | België ( Franse Gemeenschap)         | Frans                         |
| LSFSR | Langue des signes française de Suisse romande | Zwitsers-Franse Gebarentaal  | Franse   | Zwitserland (Romandië)               | Frans                         |
| NGT   | Nederlandse Gebarentaal                       | Nederlandse Gebarentaal      | Franse   | Nederland                            | Nederlands                    |
| ÖGS   | Österreichische Gebärdensprache               | Oostenrijkse Gebarentaal     | Franse   | Oostenrijk                           | Duits                         |
| STS   | Svenskt teckenspråk                           | Zweedse Gebarentaal          | Zweedse  | Zweden                               | Zweeds                        |
| TİD   | Türk İşaret Dili                              | Turkse Gebarentaal           | isolaat  | Turkije                              | Turks                         |
| VGT   | Vlaamse Gebarentaal                           | Vlaamse Gebarentaal          | Franse   | België ( Vlaanderen)                 | Nederlands                    |

## Grammatica van Nederlandse Gebarentaal

### Zinsstructuur
In Nederlandse Gebarentaal hebben standaard hoofdzinnen SOV- of SVO-volgorde, zoals in de voorbeeldzinnen hieronder. De woorden in hoofdletters staan voor gebaren.
SOV:
- MARIE PIZZA HOUDEN-VAN("Marie houdt van pizza.")

SVO:
- MARIE HOUDEN-VAN PIZZA("Marie houdt van pizza.")

Afhankelijk van verschillende factoren, kan de zinsvolgorde afwijken van de hierboven geïllustreerde basisvolgordes. Dit gebeurt bijvoorbeeld bij topicalisatie van een zinsdeel, zoals het lijdend voorwerp of een tijdsbepaling, maar in principe kan ieder zinsdeel getopicaliseerd worden. In NGT worden getopicaliseerde zinsdelen aan het begin van de zin geplaatst:
- [BOEK]topic MAN LEZEN ("De man leest het boek."; lit. "Het boek, de man leest (het).")

In veel gevallen wordt het getopicaliseerde zinsdeel vergezeld door non-manuele markering, d.w.z. markering die niet door de handen maar door het lichaam/hoofd/gezicht wordt uitgedrukt. In NGT bestaat zulke non-manuele markering om topics te markeren uit opgetrokken wenkbrauwen en/of het licht achterover kantelen van het hoofd.
In NGT, net als in andere gebarentalen, wordt non-manuele markering voor allerlei grammaticale functies gebruikt. Naast topic-markering is het gebruik van hoofdschudden in ontkenning hier een goed voorbeeld van. Om een zin te ontkennen, is het in NGT vereist om, tegelijk met een deel van de gebaren in de zin, het hoofd te schudden. In de zin hieronder, worden het werkwoord en het lijdend voorwerp gebaard tijdens het hoofdschudden.
- MARIE [HOUDEN-VAN PIZZA]hoofdschudden ("Marie houdt niet van pizza.")

Het is ook mogelijk om een ontkennend gebaar ('NIET') aan een ontkennende zin toe te voegen. Dit is, in tegenstelling tot het hoofdschudden, niet verplicht:
- MARIE [HOUDEN-VAN NIET PIZZA]hoofdschudden ("Marie houdt niet van pizza.")

### Woordvorming
Samenstellingen komen veelvuldig voor in NGT. In de meeste gevallen bestaat een samenstelling uit twee of soms meer gebaren die achter elkaar gebaard worden (sequentiële samenstelling), maar in sommige gevallen wordt een samenstelling gevormd door de linker- en de rechterhand gelijktijdig een ander gebaar te laten gebaren (simultane samenstelling). Voorbeelden van sequentiële samenstellingen zijn POLITIE^KANTOOR ('politiekantoor'), NEUS^BLOED ('bloedneus') en ZUUR^UITPERSEN ('citroen'). Een bekend voorbeeld van een simultane samenstelling is het gebaar voor weekend, waarbij de gebaren voor ZATERDAG en ZONDAG gelijktijdig gecombineerd worden. Beide gebaren zijn in hun oorspronkelijke vorm tweehandig: ZATERDAG wordt gebaard door twee vuisten, met de bovenste vingerkootjes van beide handen naar elkaar toe gericht, een paar keer tegen elkaar te bewegen, terwijl ZONDAG wordt gebaard met de twee handen plat tegen elkaar aan, zoals bij het bidden. De samenstelling ZATERDAG^ZONDAG wordt gevormd door de vuist van ZATERDAG een aantal keer contact te laten maken met de platte hand van ZONDAG.